# Team Katusha-Alpecin
El Team Katusha-Alpecin (Катюша) (código UCI: TKA) fue un equipo ciclista profesional suizo fundado en 2009 y desparecido en 2019. Fue de categoría UCI ProTeam (máxima categoría de equipos ciclistas). Participó del UCI WorldTour así como de algunas carreras del Circuito Continental principalmente las del UCI Europe Tour.
Su estructura principal fue heredada del antiguo conjunto ruso Tinkoff Credit Systems, de categoría Profesional Continental (inferior al ProTour), el cual formó parte del pelotón profesional entre 2007 y 2008. Estuvo organizado por la fundación Russian Global Cycling Project, a su vez formada por empresas rusas como Gazprom, Itera y Rostechnologii.
Durante su primera temporada su mánager general fue el italiano Stefano Feltrin, mientras que el director deportivo principal fue el exciclista belga Andrei Tchmil. En su organigrama técnico también figura el exciclista ruso Dmitri Konyshev. Actualmente el equipo está a cargo del excampeón olímpico Viacheslav Ekimov.
Su presupuesto anual fue superior a los 15 millones de euros, y por sus filas pasaron destacados corredores como Robbie McEwen, Gert Steegmans, Filippo Pozzato, Vladímir Karpets, Óscar Freire o Denis Menchov. Desde 2010 hasta su retirada, el gran referente del equipo fue Joaquím "Purito" Rodríguez. Con el equipo, el catalán logró podio en las Tres Grandes y ganó el UCI WorldTour en 3 oportunidades (2010, 2012 y 2013).
Tras dos años con escasas victorias, desapareció en 2019 tras ser vendida su licencia al Israel Cycling Academy. Sin embargo, Katusha anunció que seguiría vinculada al ciclismo vistiendo al equipo israelí y colaborando con el ciclismo femenino.

## Historia del equipo

### 2009
La escuadra celebró su presentación oficial el 24 de diciembre de 2008 en su país, en una ceremonia a la que acudieron tanto el primer ministro ruso, Vladímir Putin, como el presidente de la República de Moldavia, Vladimir Voronin. En ella, se conocieron los rostros de los 27 corredores que configuran el equipo para esta temporada.
El 7 de mayo la UCI comunicó que el ciclista austríaco Christian Pfannberger había dado positivo por EPO en un control antidopaje sorpresa realizado el 19 de marzo. El 29 de junio se informó de que contraanálisis había confirmado este positivo, por lo que Pfannberger podía ser sancionado de por vida (al ya haber dado positivo en 2004).
En junio, el equipo anunció que aplicaría a nivel interno una carta antidopaje por la cual todo ciclista de la formación se comprometería a pagar al equipo el equivalente a cinco años de sueldo bruto en caso de que se demostrara que había recurrido al dopaje. El equipo anunció que "el reglamento interno debe ser una garantía para el equipo y no es normal que por un corredor esté en peligro el futuro de 60 familias". La mayoría de los ciclistas de la escuadra firmaron la carta, aunque algunos se negaron a hacerlo, como Robbie McEwen (quien finalmente firmó) y Gert Steegmans.
El 9 de junio la UCI anunció que Toni Colom había dado positivo por EPO recombinante en un control antidopaje sorpresa realizado el 2 de abril, pocos días antes de la Vuelta al País Vasco, en la que fue segundo. A la espera del contraanálisis, Colom (quien no había firmado aún la cláusula antidopaje del conjunto ruso) fue apartado del equipo.

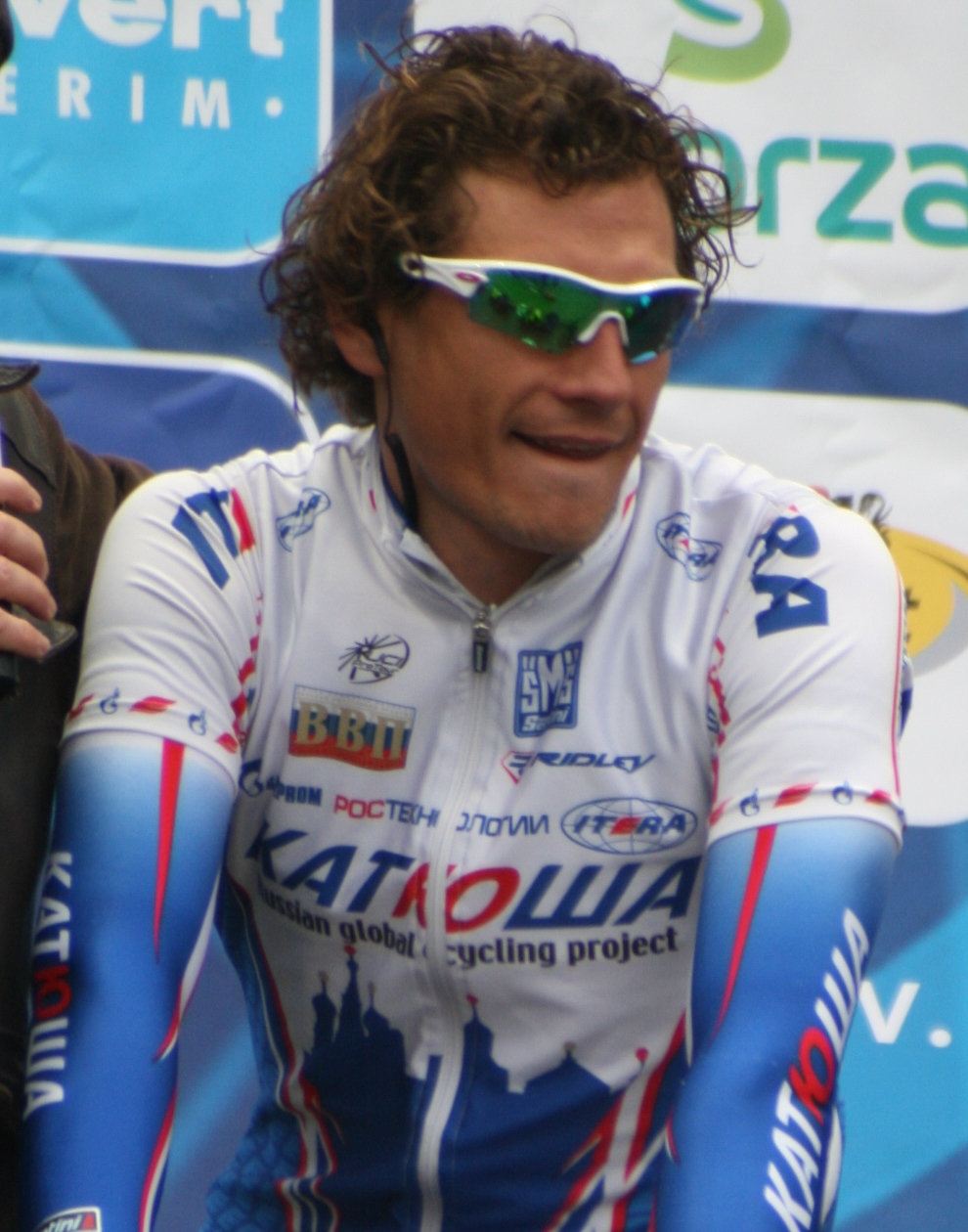
Pozzato, 5 victorias en la primera temporada.

Con la base del Tinkoff Credit Systems (9 corredores pertenecieron a ese equipo en 2008) el equipo contrató para la primera temporada a varios ciclistas rusos que militaban en otros equipos como Vladimir Karpets (Caisse d'Epargne), Serguéi Ivanov (Astana), Alexandre Botcharov (Crédit Agricole). Además llegaron al equipo el experimentado esprínter australiano Robbie McEwen y los italianos Danilo Napolitano y Filippo Pozzato. Con 24 victorias el equipo finalizó 10º en el UCI World Ranking 2009, siendo Sergei Ivanov su mejor corredor (27º). Ivanov fue de los más destacados del equipo ese año ya que le dio el primer triunfo al Katusha en una Clásica al ganar la Amstel Gold Race y también le dio la primera victoria en una vuelta de tres semanas al ganar la 14.ª etapa del Tour de Francia. Pozzato con 5 victorias (Giro del Veneto y E3 Prijs Vlaanderen-Harelbeke entre otras) y Napolitano con 4, también se destacaron esa temporada.

### 2010
En 2010, llegó al equipo Joaquim «Purito» Rodríguez proveniente del Caisse d'Epargne. Purito fue el más regular del equipo en la temporada con triunfos de etapa en el Tour de Francia (12.ª) y Vuelta a España (14.ª). Además ganó la Volta a Catalunya e hizo podio en la Flecha Valona (2º) y Vuelta al País Vasco (3º). También finalizó en la lista de los diez primeros de la Vuelta a España (4º), París-Niza (6º), Tour de Francia (7º) y Vuelta a Suiza (9º). Esa regularidad le llevó a finalizar el año como número 1 en el UCI World Calendar 2010 con más de 120 puntos sobre el 2º.
Mientras el equipo escaló 6 posiciones con respecto al año anterior, finalizando 4º en el UCI World Calendar y logrando etapas en las 3 Grandes Vueltas ya que a las 2 de "Purito" en el Tour y la Vuelta se sumaron 2 etapas en el Giro de Italia por intermedio de Evgeni Petrov y Filippo Pozzato

### 2011

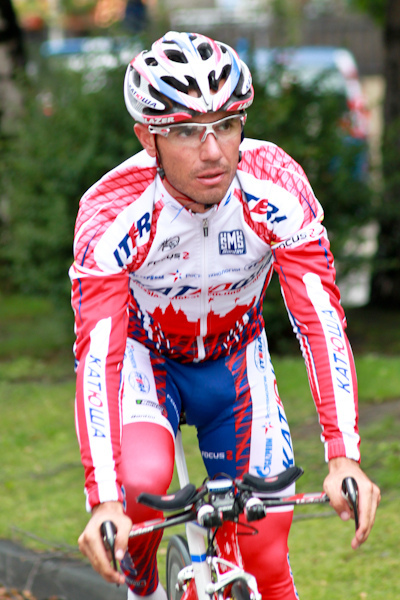
"Purito Rodríguez", en el Critérium del Dauphiné 2011.

Con Joaquim Rodríguez como la máxima figura del equipo, en 2011 llegaron al equipo 2 de sus excompañeros del Caisse d'Epargne, Daniel Moreno y Alberto Losada, ambos con la misión de ayudar al catalán. Pavel Brutt le dio el primer triunfo de la temporada al equipo en la Clásica Sarda, mientras "Purito" no tuvo un buen comienzo de temporada debido a un quiste que le afectó durante la Tirreno-Adriático y que no le permitió participar de la Vuelta a Cataluña y defender el título. En abril, ya recuperado, ganó la primera etapa de la Vuelta al País Vasco y en las clásicas de primavera fue 2º en la Amstel Gold Race y la Flecha Valona
Para el Giro de Italia, el equipo presentó a Rodríguez como jefe de filas, acompañado por los españoles Moreno, Losada y Horrach; los italianos Di Luca y Caruso; los rusos Brutt y Vorganov y el bielorruso Kuschynski. No lograron etapas y lo mejor fue un 2.º y un 3.er puesto de "Purito" Rodríguez (11.ª y 20.ª etapa), finalizando 4.º en la clasificación general.
En junio, Denis Galimzyanov ganó una etapa del Tour de Luxemburgo y Purito las 2 últimas etapas del Critérium del Dauphiné, carrera en la que finalizó 5º y ganó las clasificaciones por puntos y de la montaña. En el Tour de Francia el Katusha participó con un equipo enteramente formado con rusos y Vladimir Karpets como líder, pero el equipo no logró posiciones destacadas siendo una 4.ª posición de Denis Galimzyanov en la etapa 11 la mejor ubicación. Vladimir Gusev fue el mejor en la clasificación general en la posición 22.ª.
Purito Rodríguez volvió a la victoria a principios de agosto, ganando la clasificación general de la Vuelta a Burgos y la 2.ª etapa. Además Dani Moreno venció en la 4.ª finalizando 2º en la clasificación general.
En la Vuelta a España el equipo comenzó con buenas actuaciones de Dani Moreno y Purito Rodríguez. Moreno ganó en Sierra Nevada (4.ª etapa) y Purito en Valdepeñas de Jaén (5.ª) y San Lorenzo de El Escorial (8.ª). Tras esa etapa Purito se colocó como líder de la carrera, pero al día siguiente lo perdió por un segundo en La Covatilla. La contrarreloj en Salamanca lo distanció de la lucha por el jersey rojo y en todos los finales en alto (La Farrapona, Angliru y Peña Cabarga) fue cediendo cada vez más distancia hasta finalizar en la posición 19 a más de 15 minutos.
El mejor del equipo en la clasificación general fue Moreno, quién finalizó 9º y además de ganar en Sierra Nevada, hizo podio en la quinta y en la decimotercera etapa (3º en ambas).
Con 22 victorias (8 World Tour, 10 en Circuitos Continentales y 4 Campeonatos nacionales) el equipo finalizó en la 12.ª posición del UCI World Tour y Purito fue el mejor en la clasificación individual en la 4.ª posición. En febrero de 2012 fue ascendido a la 3.ª colocación tras la sanción a Contador.

### 2012

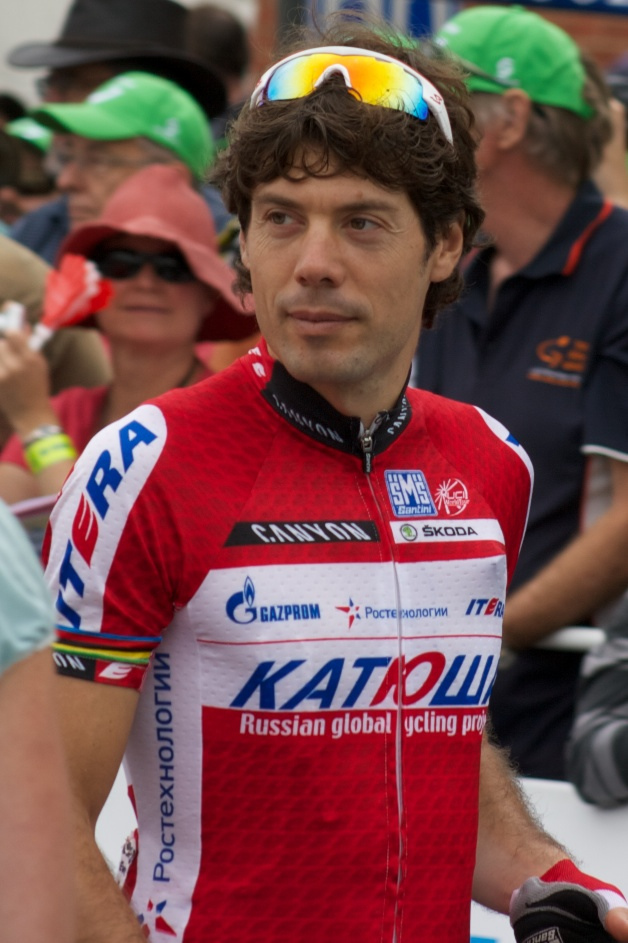
Óscar Freire en el Tour Down Under 2012.

En 2012 el equipo contrató al doble ganador de la Vuelta a España y un Giro de Italia, Denis Menchov tras la desaparición del Geox-TMC. Además incorporó a 3 españoles más a la plantilla, llegando a 7 en total. Xavier Florencio (proveniente del Geox-TMC), Ángel Vicioso (Androni Giocattoli) y la incorporación más destacada, el tricampeón del mundo Óscar Freire (Rabobank). El cántabro le dio el primer triunfo de la temporada al equipo en enero, ganando una etapa del Tour Down Under, mientras Purito Rodríguez estrenó palmarés en la sexta etapa de la Tirreno-Adriático. En la Vuelta al País Vasco, el catalán se llevó la victoria en la cuarta y quinta etapa, siendo líder durante 2 jornadas hasta la contrarreloj, donde fue desplazado al segundo lugar por Samuel Sánchez. Pocos días después y luego de ser 2º en dos ocasiones, Purito ganó la Flecha Valona tras atacar en las rampas más duras del Muro de Huy.
En la primera grande de la temporada, el Giro de Italia, el Katusha tuvo una destacada actuación en la contrarreloj por equipos de la cuarta etapa, siendo 2.º y sólo superado por el Garmin-Sharp. Joaquim Rodríguez ganó la 10.ª etapa y se colocó la maglia rosa hasta etapa 14 en que la perdió a manos de Ryder Hesjedal, recuperándola al día siguiente. Ganó la etapa 17 y llegó como líder a la última crono en Milán con una ventaja de 31 s sobre Hesjedal, pero el canadiense (más especialista en contrarreloj) puso 47 s menos que el catalán, perdiendo Purito el Giro por 16 s.
En el Tour de Francia, Denis Menchov fue el jefe de filas y sin mayores destaques finalizó en la 15.ª ubicación mientras que el Katusha fue 8.º por equipos.
La Vuelta a España volvió a marcar otro punto alto del equipo. Joaquim Rodríguez fue el líder del equipo, acompañado por el resto de los españoles del equipo (menos Freire), además de Menchov. Luego de la contrarreloj por equipos inicial, en la 3.ª etapa con final en el Alto de Arrate, Purito finalizó 2.º detrás de Alejandro Valverde, ascendiendo a la tercera colocación de la clasificación general. Al día siguiente, tras el retraso de Valverde a causa de una caída, Rodríguez se colocó el maillot rojo de líder. Trece jornadas se mantuvo al frente de la clasificación, incluso luego de la contrarreloj en Pontevedra, donde por 1 segundo sostuvo la diferencia sobre Alberto Contador. Durante esas 13 etapas Rodríguez ganó 3 (6.ª en Jaca, 12.ª en Mirador de Ézaro y la 14.ª en el Puerto de Ancares). Además de segundos puestos (Collada de la Gallina y Barcelona) y terceros (Cuitu Negru) Hasta la etapa 16, Purito había ampliado la diferencia sobre Contador a 28 segundos, pero en la etapa 17, en un fatídico día camino de Fuente Dé se vio sorprendido por un ataque del pinteño a 50 km para meta. Luego fue Alejandro Valverde quién dejó atrás al catalán, que ya sin compañeros de equipo, perdió más de 2 min 30 s con respecto a Contador y Valverde, cayendo al tercer lugar de la general. Tres días después Denis Menchov ganó en la Bola del Mundo, mientras que Purito recortó diferencias pero no fueron suficientes, finalizando 3º en la clasificación general.
La temporada culminó con "Purito" ganando el Giro de Lombardía con lo que el equipo logró 16 victorias en el UCI WorldTour y 29 en total. Con los puntos obtenidos en Lombardía "Purito" Rodríguez escaló a la posición número 1 del WorldTour, ganándolo por segunda vez. Mientras que por equipos el Katusha finalizó 2º, por detrás del Sky.

#### Controversia por la licencia
Sin complicaciones con los puntos de mérito (gracias a la 2.ª colocación en el WorldTour y que mantuvo la plantilla casi completa), el 20 de octubre de 2012 venció el plazo para presentar los contratos de 2013 y el Katusha (que contaba con licencia ProTeam vigente hasta 2015), quedó ubicado en la 6.ª posición del ranking de «mérito deportivo».
El 2 de noviembre se conocieron los primeros 8 equipos aceptados como ProTeams para 2013, y el Katusha quedó fuera de esa lista, siendo enviado a la comisión de licencias, donde el equipo tuvo que presentar documentaciones sobre otros criterios (éticos, financieros). La comisión analizó el caso y finalmente el 10 de diciembre la UCI no aceptó al Katusha como ProTeam.
El equipo se vio sorprendido por la decisión que calificó de injusta e inaceptable y antes de las explicaciones por parte de la UCI, interpuso el 15 de diciembre un recurso ante el TAS contra su exclusión del WorldTour, alegando que «no había razones legales» para su salida de la máxima categoría del ciclismo y solicitó su inscripción de forma provisional.
Cuatro días después la Unión Ciclista Internacional comunicó al equipo el motivo por el que era rechazado. Según explicó el mánager general del equipo (Viatcheslav Ekimov), la falta de una política antidopaje suficiente era la razón por la que no fue admitido. Aunque la UCI no se refirió directamente sobre el uso de sustancias dopantes en el equipo, se refirió a la relación con el dopaje de algunos corredores y personal del equipo en el pasado. Se cuestionaba que la formación rusa tuvo tres positivos entre 2009 y 2012, Christian Pfannberger y Antonio Colom (2009), y Denis Galimzyanov (2012), aunque este deslindó de toda responsabilidad al equipo. También que en 2012 fue contratado como asistente técnico el exciclista alemán Erik Zabel que en 2007 reconoció que usó EPO durante 1996.
Ese día, la UCI publicó en un comunicado de prensa los 19 equipos Profesionales Continentales (2.ª división) registrados para 2013. En el mismo también comunicó que el Katusha podía solicitar una plaza en esa división.
Mientras, el equipo continuó con su cronograma y presentó el equipo 2013 en Italia. El 10 de enero de 2013 el TAS comunicó que negaba el registro provisional como equipo ProTeam, pero si que examinaría la decisión de la comisión de licencias de la UCI. Tras ésta negativa, para comenzar la temporada 2013 en el Tour de San Luis, la formación rusa debió solicitar a la UCI la licencia Profesional Continental, a la espera del fallo final del TAS.
La máxima figura «Purito» Rodríguez había afirmado que si el Katusha no era WorldTour cambiaría de equipo (aunque para ello necesitaba autorización de la UCI) ya que deseaba correr el Tour de Francia y si la escuadra rusa se encontraba en la segunda división era poco probable que fuera invitada a la ronda gala. De hecho, no fue invitado a otras carreras del UCI World Tour, como la primera de la temporada, el Tour Down Under, además del Giro de Italia, la París-Niza y el Critérium del Dauphiné
El 8 de febrero la comisión de licencias de la UCI y el Katusha expusieron sus argumentos ante el tribunal y una semana después (mientras el equipo competía en el Tour de Omán) se conoció el fallo favorable a la escuadra rusa. Tras la sentencia el equipo debió ser readmitido como ProTeam.
Si bien en un principio la Unión Ciclista Internacional expresó que la reincorporación del Katusha llevaría a que se examinaran nuevamente los expedientes de los 7 equipos que renovaron licencia en 2013 y uno quedaría fuera, finalmente se descartó y en forma excepcional se aceptaron 19 equipos en la primera categoría para la temporada 2013.

### 2013
Para la temporada 2013 el equipo sufrió la sensible perdida de Óscar Freire que decidió abandonar el ciclismo a finales de 2012 y posteriormente en mayo, también decidió colgar la bicicleta Denis Menchov, al no poder recuperarse de una lesión de rodilla que lo dejó fuera del Giro de Italia. Mantuvo prácticamente la misma plantilla y sólo se reforzó con 3 corredores del Itera-Katusha y uno del RusVelo.
El año comenzó convulsionado debido a la situación de su licencia. Los organizadores del Tour Down Under no invitaron al Katusha, perdiéndose la primera carrera del UCI World Tour. También a principios de enero RCS Sports hizo oficial las invitaciones para el Giro de Italia, dejándolo fuera. La primera competición fue el Tour de San Luis en Argentina, acudiendo como Profesional Continental, pero aún con la incertidumbre del fallo sobre su licencia. A mediados de febrero, el sofocón que sacudió al equipo llegó a su fin cuando el TAS falló a su favor y la UCI debió readmitirlo como UCI ProTeam, justo un día después de que Purito Rodríguez lograra la primera victoria en el Tour de Omán.
Mientras en marzo, Purito continuaba su preparación para el Tour haciendo 5º en la Tirreno-Adriático y 2º en la Vuelta a Cataluña, a principios de abril Simon Špilak terminaba 4º en la Vuelta al País Vasco.
Las clásicas dejaron al equipo dos podios. Dani Moreno sorprendió ganando la Flecha Valona, tras atacar al grupo en los últimos tramos del Muro de Huy y superar a quien iba escapado, Carlos Betancur y Purito fue 2º en Lieja, luego de escaparse en el ascenso a Ans, pero ser alcanzado y superado sobre el final por Daniel Martin.
En el Giro lo más destacado fueron las victorias de etapa de Luca Paolini y Maxim Belkov. Además Paolini se vistió de rosa durante 4 jornadas.
Luego de un Critérium del Dauphiné en que Dani Moreno subió al podio en la 3.ª posición, llegó el Tour de Francia con Purito Rodríguez como jefe de filas. Las primeras dos semanas del catalán no fueron lo mejor. En la primera etapa de montaña que finalizó en Ax 3 Domaines perdió más de 2 minutos y luego 3 y medio en la contrarreloj con quién se perfilaba como favorito, Chris Froome. En ese momento se encontraba en la 11.ª posición a casi 6 minutos del británico. La recuperación de Purito fue en la última semana; 4º en Mont Ventoux y 3º en la contrarreloj de la 16.ª etapa (que incluía dos puertos de 2.ª) lo hicieron escalar a la sexta ubicación. En el Alpe d'Huez, Froome sufrió un decaimiento y junto a Nairo Quintana lograron dejarlo atrás y ascendió al 5º lugar de la general. Froome, Contador, Quintana y Kreuziger lo antecedían en la general. Con un Tour ya sentenciado en favor de Froome, que tenía más de 5 minutos de ventaja, buscó llegar al podio de la carrera en la penúltima etapa con final en el monte Semnoz (Annecy), ya que del 2º lugar del podio estaba sólo a 47 segundos. Los hombres del Saxo (Contador y Kreuziger), perdieron contacto en la subida y Purito asumió el protagonismo del ascenso llevando a Quintana y Froome. A poco de la meta el colombiano atacó y ganó la etapa, llegando Rodríguez 2º. El tiempo que le sacó a los Saxo Bank fue suficiente como para subir al podio de París, en la 3.ª posición.

## Corredor mejor clasificado en las Grandes Vueltas
| Año  | Giro de Italia        | Tour de Francia         | Vuelta a España       |
| ---- | --------------------- | ----------------------- | --------------------- |
| 2009 | 30.º Yevgueni Petrov  | 11.º Vladímir Karpets   | -                     |
| 2010 | 14.º Vladímir Karpets | 6.º Joaquim Rodríguez   | 3.º Joaquim Rodríguez |
| 2011 | 4.º Joaquim Rodríguez | 22.º Vladímir Gúsev     | 9.º Dani Moreno       |
| 2012 | 2.º Joaquim Rodríguez | 19.º Eduard Vorganov    | 3.º Joaquim Rodríguez |
| 2013 | 12.º Yuri Trofímov    | 3.º Joaquim Rodríguez   | 4.º Joaquim Rodríguez |
| 2014 | 36.º Alberto Losada   | 14.º Yuri Trofímov      | 4.º Joaquim Rodríguez |
| 2015 | 10.º Yuri Trofímov    | 29.º Joaquim Rodríguez  | 2.º Joaquim Rodríguez |
| 2016 | 29.º Rein Taaramäe    | 7.º Joaquim Rodríguez   | 15.º Yegor Silin      |
| 2017 | 5.º Ilnur Zakarin     | 31.º Robert Kiserlovski | 3.º Ilnur Zakarin     |
| 2018 | 14.º José Gonçalves   | 9.º Ilnur Zakarin       | 20.º Ilnur Zakarin    |
| 2019 | 10.º Ilnur Zakarin    | 51.º Ilnur Zakarin      | 17.º Ruben Guerreiro  |

## Equipos filiales

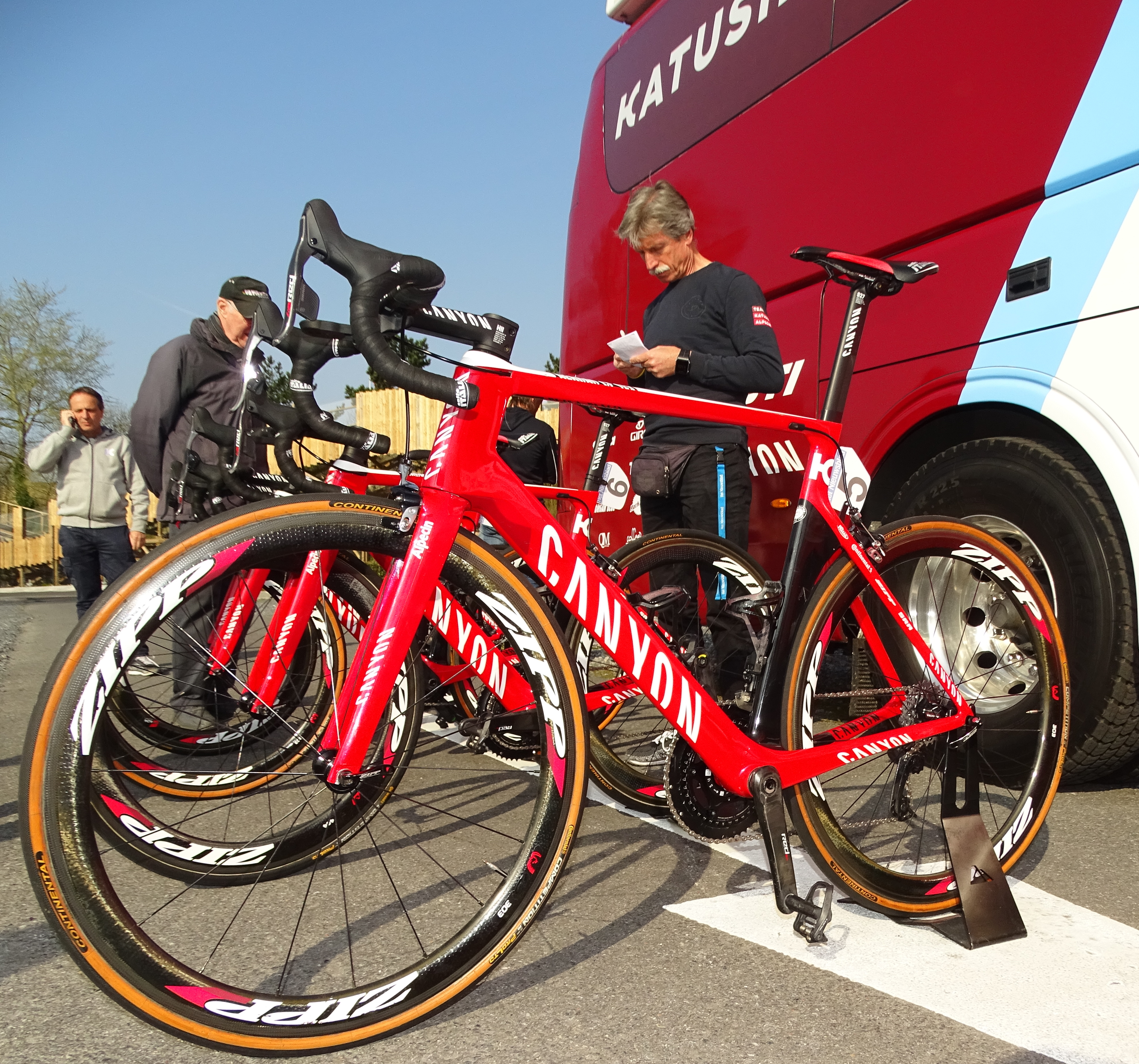
Bicicletas del equipo

Desde 2010 cuenta con un equipo filial llamado Itera-Katusha en la categoría Continental.
También contó con el Katyusha Continental Team (anteriormente Katyusha), como escuadra filial. Este equipo, existente antes de la transformación del Tinkoff en el actual Katusha, estuvo presente en el pelotón internacional desde la temporada 2008 hasta el mes de agosto del 2010 cuando fue suspendido por parte de la UCI.
En 2011 fueron creados equipos amateur sub-23 y sub-21 llamados igualmente Itera-Katusha.

### ¿RusVelo?
Los propietaros de esos equipos afirmaron que el equipo de categoría Profesional Continental RusVelo creado en el 2012 no sería filial del Katusha a pesar de formar también parte del conglomerado de empresas del Russian Global Cycling Project.

## Material ciclista
El equipo utiliza bicicletas Canyon desde 2012 y equipamiento deportivo Katusha Sports. Anteriormente utilizó bicicletas de la marca Ridley (2009-2010) y Focus (2011).

## Equipación
| 2009 | 2010 | 2011 | 2012-2013 |

| 2014 | 2016 | Katusha Alpecin (2018) | Katusha Alpecin (2019) |

## Clasificaciones UCI
Tras discrepancias entre la UCI y los organizadores de las Grandes Vueltas, en 2009 se tuvo que refundar el UCI ProTour en una nueva estructura llamada UCI World Ranking, formada por carreras del UCI World Calendar; y a partir del año 2011 uniéndose en la denominación común del UCI WorldTour. Las clasificaciones del equipo y de su ciclista más destacado son las siguientes:
| Año  | Clasificación por equipos | Mejor corredor en la clasificación individual | Posición |
| 2009 | 10.º                      | Serguéi Ivanov                                | 27.º     |
| 2010 | 4.º                       | Joaquim Rodríguez                             | 1.º      |
| 2011 | 12.º                      | Joaquim Rodríguez                             | 3.º      |
| 2012 | 2.º                       | Joaquim Rodríguez                             | 1.º      |
| 2013 | 3.º                       | Joaquim Rodríguez                             | 1.º      |
| 2014 | 6.º                       | Alexander Kristoff                            | 8.º      |
| 2015 | 2.º                       | Joaquim Rodríguez                             | 2.º      |
| 2016 | 6.º                       | Ilnur Zakarin                                 | 13.º     |
| 2017 | 11.º                      | Alexander Kristoff                            | 14.º     |
| 2018 | 17.º                      | Nathan Haas                                   | 74.º     |

## Palmarés
Para años anteriores, véase Palmarés del Katusha-Alpecin

### Palmarés 2019

#### UCI WorldTour
| Fechas     | Carreras                      | Ganador       |
| 24 de mayo | 13.ª etapa del Giro de Italia | Ilnur Zakarin |

#### Circuitos Continentales UCI
| Fechas       | Circuito             | Carreras                        | Ganador       |
| 3 de febrero | UCI Europe Tour 2019 | Trofeo Palma                    | Marcel Kittel |
| 3 de mayo    | UCI Europe Tour 2019 | 2.ª etapa del Tour de Yorkshire | Rick Zabel    |

#### Campeonatos nacionales
| Fechas      | Carreras                                      | Ganador        |
| 27 de junio | Campeonato del Reino Unido Contrarreloj (CRI) | Alex Dowsett   |
| 28 de junio | Campeonato de Portugal Contrarreloj (CRI)     | José Gonçalves |

## Plantilla
Para años anteriores, véase Plantillas del Katusha-Alpecin

### Plantilla 2019
| Nombre               | Nacimiento | Nacionalidad   | Equipo 2018                      |
| Enrico Battaglin     | 17/11/1989 | Italia         | Team LottoNL-Jumbo               |
| Jenthe Biermans      | 30/10/1995 | Bélgica        | Team Katusha-Alpecin             |
| Ian Boswell          | 07/02/1991 | Estados Unidos | Team Katusha-Alpecin             |
| Steff Cras           | 13/02/1996 | Bélgica        | Team Katusha-Alpecin             |
| Jens Debusschere     | 28/08/1989 | Bélgica        | Lotto Soudal                     |
| Alex Dowsett         | 03/10/1988 | Reino Unido    | Team Katusha-Alpecin             |
| Matteo Fabbro        | 10/04/1995 | Italia         | Team Katusha-Alpecin             |
| José Gonçalves       | 13/02/1989 | Portugal       | Team Katusha-Alpecin             |
| Ruben Guerreiro      | 06/07/1994 | Portugal       | Trek-Segafredo                   |
| Nathan Haas          | 12/03/1989 | Australia      | Team Katusha-Alpecin             |
| Marco Haller         | 01/04/1991 | Austria        | Team Katusha-Alpecin             |
| Reto Hollenstein     | 22/08/1985 | Suiza          | Team Katusha-Alpecin             |
| Marcel Kittel        | 11/05/1988 | Alemania       | Team Katusha-Alpecin             |
| Pavel Kochetkov      | 07/03/1986 | Rusia          | Team Katusha-Alpecin             |
| Viacheslav Kuznetsov | 26/06/1989 | Rusia          | Team Katusha-Alpecin             |
| Daniel Navarro       | 08/07/1983 | España         | Cofidis, le Credit en Ligne      |
| Nils Politt          | 06/03/1994 | Alemania       | Team Katusha-Alpecin             |
| Willie Smit          | 29/12/1992 | Sudáfrica      | Team Katusha-Alpecin             |
| Simon Špilak         | 23/06/1986 | Eslovenia      | Team Katusha-Alpecin             |
| Dmitry Strakhov      | 17/05/1995 | Rusia          | Team Katusha-Alpecin (stagiaire) |
| Harry Tanfield       | 17/11/1994 | Reino Unido    | Canyon Eisberg                   |
| Mads Würtz           | 31/03/1994 | Dinamarca      | Team Katusha-Alpecin             |
| Rick Zabel           | 07/12/1993 | Alemania       | Team Katusha-Alpecin             |
| Ilnur Zakarin        | 15/09/1989 | Rusia          | Team Katusha-Alpecin             |

1. ↑  Hasta el 9 de mayo.

Stagiaires

Desde el 1 de agosto, los siguientes corredores pasaron a formar parte del equipo como stagiaires (aprendices a prueba).
| Corredor       | Nacimiento | Nacionalidad | Equipo 2019                      |
| -------------- | ---------- | ------------ | -------------------------------- |
| Dylan Bouwmans | 16/01/1997 | Países Bajos | Metec-TKH Continental p/b Mantel |
| Juri Hollmann  | 30/08/1999 | Alemania     | Heizomat Rad-Net.de              |